# Renée Adorée
Renée Adorée (Lille ,Francia; 30 de septiembre de 1898-Tujunga, California; 5 de octubre de 1933) fue una actriz francesa que actuó en el cine mudo de Hollywood en la década de 1920.

## Primeros años
Su verdadero nombre era Jeanne de La Fonte, nació en Lille, Departamento Norte, Francia. Era hija de artistas circenses, a los cinco años de edad actuaba en el circo con sus padres. En su adolescencia empezó a trabajar en pequeñas producciones teatrales y viajó por Europa con su compañía. Estaba representando en Rusia cuando se desencadenó la Primera Guerra Mundial y tuvo que huir a Londres.

## Carrera en ascenso
Desde Londres viajó a Nueva York, donde siguió trabajando en el teatro hasta que le llegó la oportunidad de actuar en el cine.    

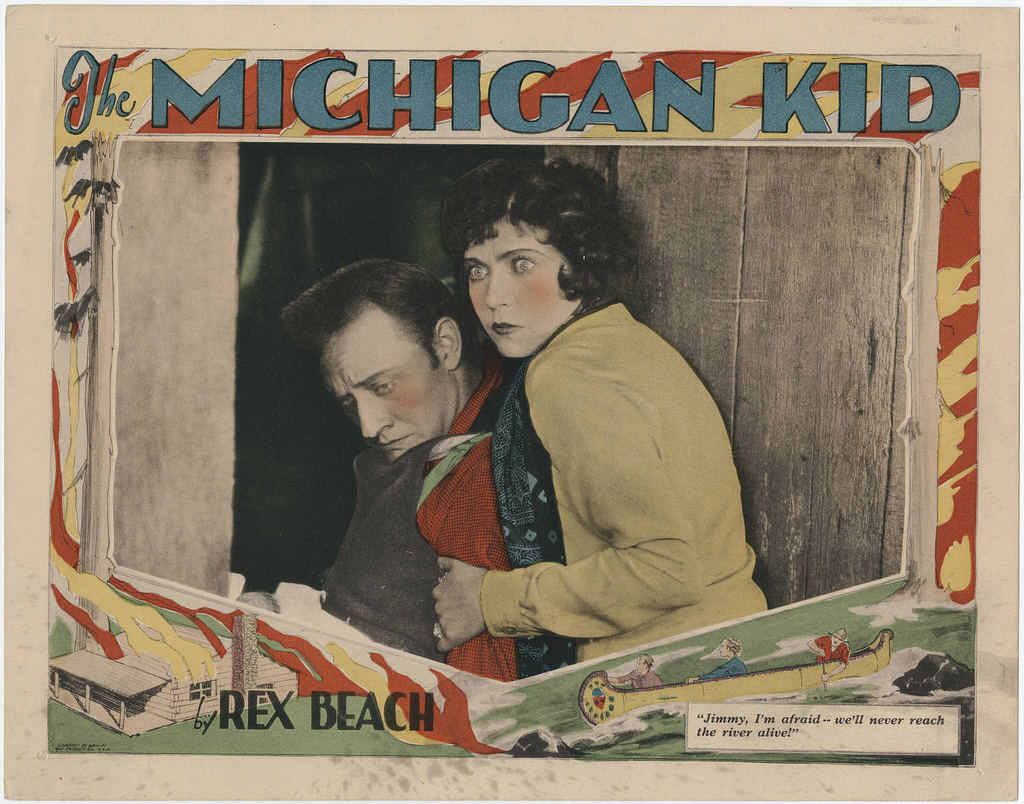
Renée Adorée en un cartel de la película Michigan Kid, 1928.

En 1920, con el exótico nombre de Renée Adorée ("Renacida" y "Adorada", todo en francés) dado por el estudio, actuó por primera vez en el cine. Encontrándose en Nueva York en la víspera de Año Nuevo de 1921, conoció a Thomas J. Moore (1883-1955). Quince años mayor que ella, Tom Moore y sus hermanos fueron unos actores de éxito en Hollywood. A las seis semanas de conocerse se casaron en Beverly Hills, California. El matrimonio no duró, en 1925 Adorée se casó con Sherman Gill.
A pesar de su pequeña estatura, la sensual belleza y los penetrantes ojos de Renée Adorée la hicieron irresistible en la pantalla. Es sobre todo famosa por su papel como "Melisande" en el melodrama El gran desfile (1925), que fue uno de los mayores éxitos de MGM y un film que los historiadores catalogan como uno de los mejores de la era muda. Protagonizada junto a John Gilbert, The Big Parade es todavía repuesta hoy en día por la televisión, y disponible en video. En The Mating Call, una película de 1928 producida por Howard Hughes, Adorée causó conmoción al protagonizar una breve escena de desnudo.

## Éxito de la transición al sonoro
Con la llegada del cine sonoro, Renée Adorée fue una de las afortunadas cuya voz superó bastante bien el cambio. Trabajó junto a Lon Chaney y su anterior cuñado Owen Moore, hizo tres títulos más con John Gilbert, y protagonizó cuatro películas con otra de las estrellas de Hollywood, Ramón Novarro.

## Tuberculosis y fallecimiento
A finales de 1930 había actuado en 45 películas, las últimas cuatro sonoras. Ese año le diagnosticaron una tuberculosis y, a pesar del consejo de su médico, completó su último film, Call of the Flesh, con Novarro, tras lo cual fue ingresada en un sanatorio en Prescott (Arizona), donde permaneció dos años. Por entonces se pensó que estaba suficientemente recuperada para reasumir su carrera como actriz. Sin embargo volvió a recaer y su salud se fue deteriorando paulatinamente. Fue trasladada de su modesto hogar en Tajunga Hills al centro sanitario Sunland (Tajunga, California) en septiembre de 1933. Falleció allí, recién cumplidos los 35 años, en 1933. Está enterrada en el Cementerio Hollywood Forever, en Hollywood.
Renée Adorée tiene una estrella en el Paseo de la Fama de Hollywood, en el 1601 de Vine Street.

## Filmografía
| - The Strongest (1920) - Made in Heaven (1921), junto a su marido, Thomas J. Moore - West of Chicago (1922) - Monte Cristo (1922) - Daydreams (Los sueños de pamplinas) (1923) - Mixed Faces (1923) - The Eternal Struggle (1923) - Excuse Me (1924) - The Bandolero (1924) - A Man's Mate (1924) - Women Who Give (1924) - El gran desfile (1925) - An Exchange of Wives (1925) - Excuse Me (1925) - Man and Maid (1925) - Parisian Nights (1925) - La Bohème (1926) - The Blackbird (1926) - Blarney (1926) | - The Exquisite Sinner (1926) - Flaming Forest (1926) - Tin Gods (1926) - Back to God's Country (1927) - Mr. Wu (1927) - The Show (1927) - Heaven on Earth (1927) - On The Boulevard (1927) - The Cossacks (1928) - A Certain Young Man (1928) - Forbidden Hours (1928) - The Mating Call (1928) - The Michigan Kid (1928) - Show People (Espejismos) (1928) - The Pagan (1929) - Tide of Empire (1929) - The Spieler (1928) - Call of the Flesh (1930) - Redemption (1930) |